# Paul Nagle
Paul Nagle (* 29. August 1978 in Killarney) ist ein irischer Rallye-Beifahrer. Er gewann mit verschiedenen Rallye-Fahrern insgesamt fünf Weltmeisterschaftsläufe.

## Karriere
In der Familie von Paul Nagle hatte der Rallye-Sport einen hohen Stellenwert. Sein Vater war bereits Beifahrer und fuhr bei Rallyes auf nationaler Ebene mit und war vielfach auch in der Organisation dieser Veranstaltungen tätig. Seinen ersten Weltmeisterschaftslauf bestritt er mit Donnie O’Sullivan am Steuer eines Ford Focus RS WRC bei der Rallye Katalonien 2004. Danach wechselte Nagel auf den Nebensitz von Gareth McHale und 2008 bildeten er und Kris Meeke ein Team. Nagle wechselte zwischen den Fahrern Meeke, Craig Breen und Andreas Mikkelsen während den folgenden Jahren ab. Seinen ersten Podestplatz gewann er zusammen mit Meeke im Citroën DS3 WRC bei der Rallye Monte Carlo 2014. Den ersten Sieg feierte Nagle ebenfalls mit Meeke, bei der Rallye Argentinien 2015. Zwei weitere Siege folgten 2016 in Portugal und in Finnland sowie 2017 in Mexiko und Katalonien. Seit 2019 fuhr Nagle mit Breen zusammen, zuerst bei Hyundai (2019 bis 2021) und dann bei M-Sport. Die beiden fuhren mehrere Podestplätze heraus, ein Sieg gelang ihnen aber nicht mehr. Insgesamt bestritt er 102 WRC-Rallyes, feierte fünf Gesamtsiege, 18 Podestplätze und gewann 94 Wertungsprüfungen. Im Jahr 2022 gab Nagle seinen Rücktritt bekannt nach der Rallye Katalonien.

## WRC-Siege
| Nr. | Rallye             | Saison | Fahrer     | Auto            |
| --- | ------------------ | ------ | ---------- | --------------- |
| 1   | Rallye Argentinien | 2015   | Kris Meeke | Citroën DS3 WRC |
| 2   | Rallye Portugal    | 2016   | Kris Meeke | Citroën DS3 WRC |
| 3   | Rallye Finnland    | 2016   | Kris Meeke | Citroën DS3 WRC |
| 4   | Rallye Mexiko      | 2017   | Kris Meeke | Citroën C3 WRC  |
| 5   | Rallye Katalonien  | 2017   | Kris Meeke | Citroën C3 WRC  |